# جامع الشيخ عبد القادر الكيلاني (الأنبار)
جامع ومدرسة الشيخ عبد القادر الجيلاني في الرمادي في محافظة الأنبار، من مدارس العراق الدينية والفقهية الحديثة، حيث أسست عام 1425 هـ/2004م، في منطقة الإسكان الجديدة، من قبل المتبرع (جاسم قاسم الصفار)، وتبلغ مساحة الجامع والمدرسة الكلية 2347م2، ومن مرفقات الجامع ثلاث غرف وقاعة كبيرة ويحتوي على مصلى حرم واسع تبلغ مساحته 1200م2، ويتسع المصلى لأكثر من ألف مصل، وتحيطه النوافذ من كل جانب وهي ذات تصميم وبناء عمراني إسلامي، ويحتوي الحرم على منبر صنع من الخشب الصاج، وتحيط جدار الحرم من الخارج في أعلاه شريطا ملونا من الكاشي الأزرق المزخرف بالآيات القرآنية، ولهُ حديقة جميلة خارج المبنى، ويتم في المدرسة تعليم وتدريس علوم الفقه والعقيدة الإسلامية.
ومن الأحداث التي مرت بها المدرسة والجامع حادثة مقتل 23 من أساتذة المدرسة وطلابها في أحداث غزو العراق، بعد عام 2005 م.
والجامع مستلم من قبل ديوان الوقف السني في العراق، وحالته مضبوطة، وتقام في الجامع حاليا صلاة الجمعة وصلاة العيدين والصلوات الخمس.